# Eerste Mithridatische Oorlog
De Eerste Mithridatische Oorlog (89-85) was een oorlog tussen de uitbreidende Romeinse Republiek en het Koninkrijk Pontus van Mithridates VI. Mithridates werd in deze oorlog bijgestaan door vele Griekse rebellen en de Romeinen werden bijgestaan door koning Nicomedes IV van Bithynië.

## Aanloop
Vanaf zijn troonsbestijging was Mithridates VI gericht op gebiedsuitbreiding van zijn koninkrijk. Echter zijn buurlanden waren vazalstaten van de Romeinse Republiek en zouden hem daardoor in direct conflict brengen met Rome. Allereerst breidde hij zijn gebied uit langs de kust van de Zwarte Zee. Door een moord te laten plegen, kreeg hij via zijn zus – de koningin – ook indirect de macht over het Koninkrijk Cappadocië.
Toen de koning van Bythinië Nicomedes IV Cappadocië binnenviel, reageerde Mithridates onmiddellijk en verjoeg Nicomedes uit Cappadocië. Deze schakelde daarop de Romeinse Senaat in en die benoemde Ariobarzanes tot koning. Mithridates bewoog zijn schoonzoon Tigranes II om Ariobarzanes af te zetten.
Daarop kwam Rome opnieuw in actie en stuurde een gezantschap naar Klein-Azië om Nicomedes en Ariobarzanes terug te plaatsen op hun posities. Deze gezanten namen ook een leger mee om te kunnen ingrijpen in de situatie als dat nodig was.
Toen Nicomedes in maart 89 v.Chr. Pontus aanviel wist Mithridates de aanval af te slaan. Hij stuurde zijn dienaren naar het Romeinse gezantschap om opheldering over de daden van Nicomedes. Ondertussen bezette hij opnieuw Cappadocië. Door deze laatste stap verklaarde hij de facto de oorlog aan Rome en diens bondgenoten.

## Oorlog
Het gezantschap in Klein-Azië onder leiding van Manius Aquilius had gefaald in zijn optreden om de vrede te bewaren in het gebied. Mithridates werd in zijn strijd  gesteund door de Griekse bewoners in Klein-Azië, die niks moesten hebben van de Romeinen, door wie zij al jaren werden uitgebuit.

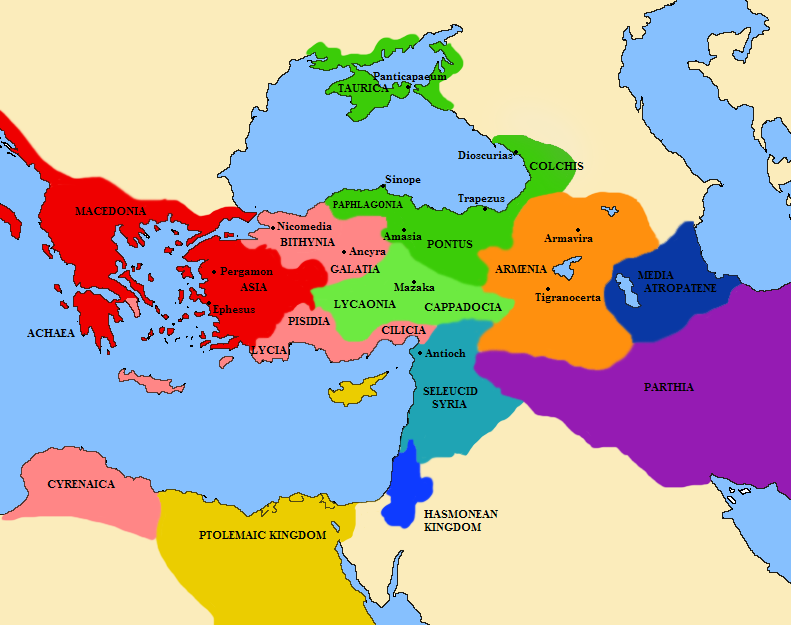
Klein-Azië in 89 v.Chr. aan de vooravond van de oorlog.

Mithridates legers veroverde in een vrij korte tijd de Romeinse gebieden in Klein-Azië. Hij werd door de plaatselijke Griekse bevolking als redder binnengehaald. Toen Mithridates in mei 88 v.Chr. de stad Ephese veroverde gaf hij daar het bevel tot het uitmoorden van de gehele Romeinse bevolking in Azië. Naar schatting werden er 80.000 Romeinen gedood. Ondertussen had consul Lucius Cornelius Sulla de opdracht gekregen van de senaat om met dit gevaar voor Rome af te rekenen.
Gesteund door zijn snelle overwinning van Klein-Azië stak Mithridates de Egeïsche Zee over naar Griekenland. Zijn generaal Archelaus stelde Aristionos aan als tiran van Athene. Ondertussen was Sulla met zijn leger in Epirus geland. In korte tijd wist Sulla de Pontische soldaten op het vasteland een paar nederlagen toe te brengen. Na een lang beleg in 87 en 86 v.Chr. wist Sulla Athene te veroveren en zijn soldaten plunderden de stad. Gedurende het jaar daarop wist Sulla Mithridates herhaaldelijk te verslaan en te laten terugtrekken naar zijn eigen koninkrijk.

## Nasleep
In 85 v.Chr. sloten Mithridates en Sulla samen de vrede en Sulla liet Mithridates zijn koningschap van Pontus behouden. Sulla keerde terug naar Rome om daar in de burgeroorlog af te rekenen met Gaius Marius. Ondertussen kon Mithridates weer zijn leger opbouwen richting de latere Tweede Mithridatische Oorlog.

### Primaire bronnen
- Appianus Storia Romana
- Plutarchus Sulla

### Secundaire bronnen
- Bernhardt, H: Chronologie der Mithridatischen Kriege und Aufklärung einiger Teile derselben (University of Marburg dissertation, 1896)
- Baker, George Philip: Sulla the Fortunate, Roman General and Dictator, (London, 1927; reprint by Cooper Square Press, 2001)
- McGing, B C: The Foreign Policy of Mithridates VI Eupator King of Pontus (Mnemosyne Bibliotheca Classica Batava, Supplement no.89, 1986)